# 浄音寺
浄音寺（じょうおんじ）は、岐阜県岐阜市三輪にある浄土宗西山禅林寺派の寺院。山号は西谷山。本尊は阿弥陀如来。落語の祖と呼ばれる安楽庵策伝ゆかりの寺。

## 概要
文応元年（1260年）に西谷浄音によって開かれたと伝わる。後に寺勢が凋落するが、永正17年（1520年）祐慶上人により中興される。慶長元年（1596年）より策伝上人が17年に渡って住持を務める。策伝上人は後に京都誓願寺55世となり、醒睡笑を著して落語の祖と称された。策伝上人の命日の1月8日には落語会が開催されている。
本尊の阿弥陀如来は恵心僧都作と伝わり、脇侍の観音菩薩と勢至菩薩はそれぞれ湛慶、運慶によるものと伝わる。その他に千手観音像や、将軍地蔵、将軍毘沙門天などの諸像を祀る。